# Rhaphidura leucopygialis
El vencejo culiplata o rabitojo de lomo plateado (Rhaphidura leucopygialis) es una especie de ave apodiforme de la familia Apodidae.
Habita en Brunéi, Indonesia, Malasia, Myanmar, Singapur y Tailandia, en llanuras y bosques tropicales y subtropicales de hasta 1200 m de altitud. Se alimenta de insectos que captura en vuelo, mide 11 cm de longitud, sus alas son largas, estrechas y curvadas y su cola es puntiaguda.